# 360 (filme)
360 (pt: 360 - A Vida É um Círculo Perfeito) é um filme austro-brasilo-franco-britânico de 2012, do gênero drama romântico, dirigido por Fernando Meirelles, livremente inspirado na peça Reigen de Arthur Schnitzler.
Estrelado por Anthony Hopkins, Ben Foster, Rachel Weisz e Jude Law, o longa estreou em 19 de julho de 2012 por vídeo sob demanda (VOD) nos Estados Unidos.
Em 2011, 360 abriu o Festival de Cinema de Londres, e, em 2012, o de Gramado. Ele também participou dos festivais de Toronto e de Munique.

## Sinopse
O filme conta histórias de amor de diferentes pessoas em vários países onde seus destinos se encontram em vários aspectos.[carece de fontes?]

## Elenco
- Anthony Hopkins como John
- Jude Law como Michael Daly
- Rachel Weisz como Rose
- Ben Foster como Tyler
- Jamel Debbouze como Argelino
- Lucia Siposová como Mirkha
- Johannes Krisch como Rocco
- Gabriela Marcinkova como Anna
- Maria Flor como Laura
- Dinara Drukarova como Valentina
- Vladimir Vdovichenkov como Serguei
- Marianne Jean-Baptiste como Fran
- Moritz Bleibtreu como Empresário alemão
- Juliano Cazarré como Rui

## Produção

### Desenvolvimento
Segundo Fernando Meirelles, ele procurava escrever um conto de comédia, mas acabou fazendo o projeto para a direção do filme. Ainda segundo o diretor do filme, ao rodar por todo o mundo ele sentiu uma essência para que 360 fosse rodado em vários países.
Apesar de ser o primeiro filme do diretor em que aborda o tema sexual, ele disse que seu filme "[é] como um vírus que se espalha por todo o planeta". Fernando também comentou que o longa conta a partir de uma parte mais perspectiva do romantismo, sem conotações políticas".

### Filmagens
O filme teve filmagens em vários países como Áustria, Brasil, França e Reino Unido, rodado em apenas três meses.

## Recepção

### Estreia
O longa inicialmente estreou sob vídeo sob demanda (VOD) em 19 de julho de 2012 pela Lodgenet e Magnolia Pictures. No serviço, o filme custou cerca de US$ 14, tendo um faturamento de US$ 6 milhões, fazendo com que o filme ficasse em cartaz mais tempo no cinema. Sua ação de estrear primeiro no sistema de TV paga acabou fazendo com que houvesse várias cópias do filme em sites piratas.

### Bilheteria
360 teve um dos piores rendimentos entre os filmes dirigidos por Fernando Meirelles nos Estados Unidos, com cerca de R$ 52 mil.

### Crítica
360 recebeu críticas geralmente negativas de críticos, como o que atualmente detém 25% por Rotten Tomatoes, baseado em 71 opiniões. Philip French da The Observer (de Londres) concluiu, "360 tem uma superfície reluzente e um ar de sabedoria, mas essencialmente reflete a vida das pessoas que passam muito tempo em aviões". Manohla Dargis do The New York Times disse: "Há momentos em que 360 mostra o que o filme poderia ter sido... Mas a superação e a comilança aqui sugerem que o Sr. Meirelles, ou talvez os produtores estavam tentando contornar essa história, em vez de com ele".
Marcelo Forlani, crítico do site Omelete fez uma avaliação favorável ao filme. Segundo ele, o filme conta detalhadamente cada assunto abordado, o que contradiz com comentários sobre o mesmo que os personagens não aprofundavam e que o filme era muito superficial.

## Prêmios e indicações
| Ano  | Prêmio                   | Categoria    | Indicação          | Resultado | Ref   |
| ---- | ------------------------ | ------------ | ------------------ | --------- | ----- |
| 2011 | BFI London Film Festival | Melhor filme | Fernando Meirelles | Indicado  | [ 9 ] |